# Ilha Kvit

Mapa topográfico de Svalbard.

A ilha Kvit ou Kvitøya (em português:  "Ilha Branca") é uma ilha no arquipélago de Svalbard no Oceano Ártico, com uma área de 682 km². Ela é localizada em 80° 09′ 05″ N, 32° 35′ 37″ L, sendo a parte mais oriental do Reino da Noruega. A terra russa mais próxima, Ilha Vitória, fica a menos de 62 km para leste de Kvitøya.